# Michelangelo Forti
Michelangelo Forti (Cesacastina, 1798 – Nisida, 1856) è stato un patriota italiano.
Sacerdote, uomo di grande cultura, docente nel seminario di Teramo, nel 1827 se ne allontanò per divenire parroco di Tottea, ma ritornò all'insegnamento nel 1841.
Nel 1848 partecipò ai moti rivoluzionari, in seguito a questi atti nella città di Teramo nel 1850 fu arrestato e condannato a 24 anni di reclusione, da scontare nel carcere di Nisida, dove morì nell'ottobre del 1856.